# Baldwin de Redvers, 3. Earl of Devon
Baldwin de Redvers, 3. Earl of Devon (* um 1164; † 10. oder 28. Mai 1188) war ein englischer Adliger.
Er entstammte der normannischen Familie Redvers und war ältere Sohn von Richard de Redvers, 2. Earl of Devon, aus dessen Ehe mit Denise de Dunstanville, Tochter des Reginald de Dunstanville, 1. Earl of Cornwall. Mütterlicherseits war er ein Neffe zweiten Grades von König Heinrich II.
Beim Tod seines Vaters erbte er 1162 dessen Titel als Earl of Devon und Lord of the Isle of Wight. Da Baldwin zu diesem Zeitpunkt noch minderjährig war, fand seine Investitur als Earl erst 1185 oder 1186 statt. Er wurde auch zum Earl of Cornwall erhoben.
Er heiratete Denise de Déols (* wohl 1173; † 1221), Erbtochter von Raoul, Prince de Déols, seigneur de Châteauroux, und Agnes de Charenton. Da die Ehe kinderlos blieb, erlosch der Titel des Earl of Cornwall bei seinem Tod 1188. Seine übrigen Titel erbte sein jüngerer Bruder Richard de Redvers. Seine Witwe heiratete 1189 in zweiter Ehe André de Chauvigny.